# Georges-Louis Le Sage
Pour les articles homonymes, voir Lesage et Le Sage.

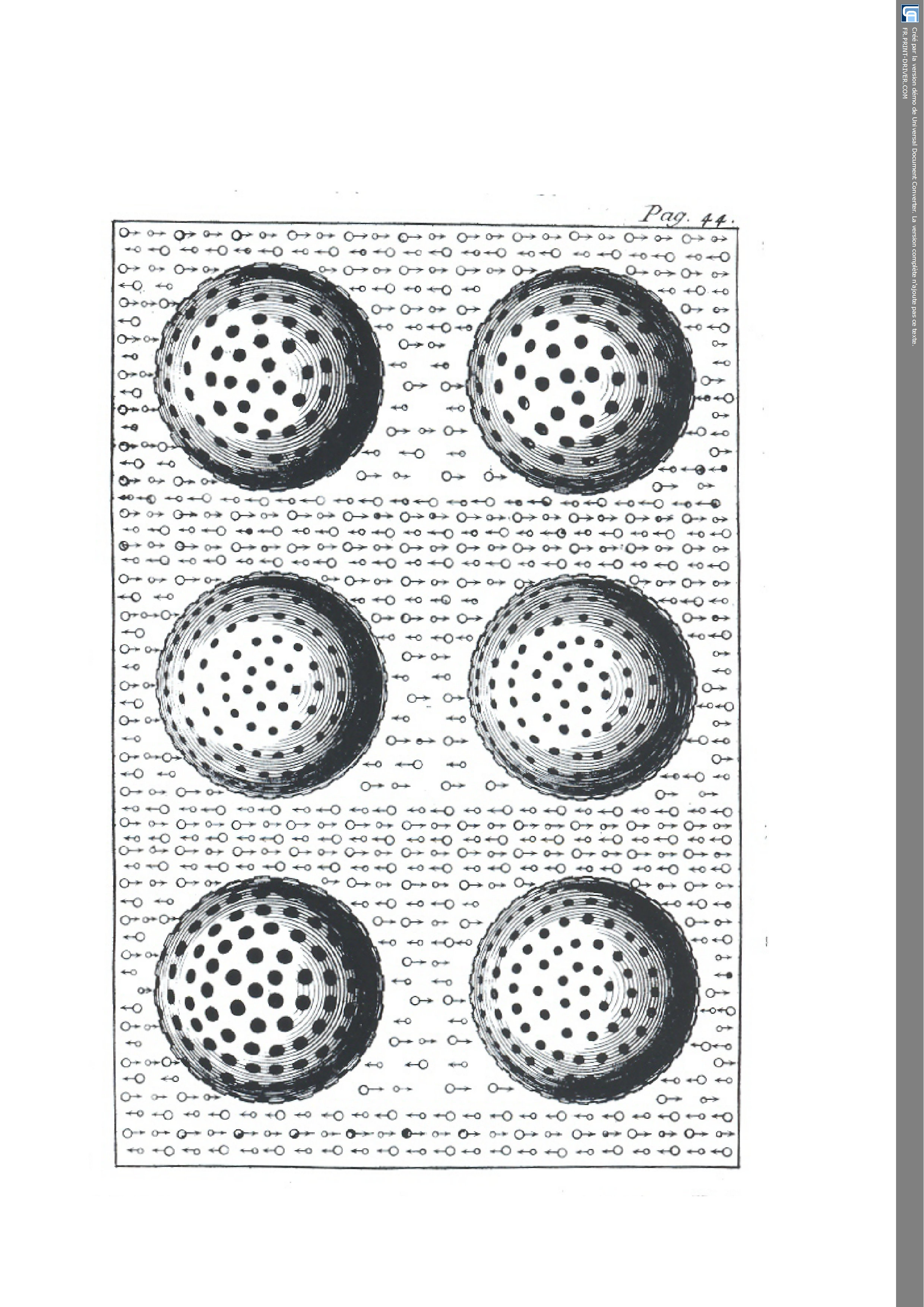
Six atomes, ou particules de matière ordinaire, soumis au bombardement continu des "corpuscules ultramondains" (Essai de chimie mécanique, 1758).

Georges-Louis Le Sage, né le 13 juin 1724 à Genève où il est mort le 28 brumaire de l'an XII, soit le 20 novembre 1803, est un physicien genevois connu pour sa théorie de la gravité faisant intervenir des particules qu'il appelait « corpuscules ultramondains » (appartenant à un « autre monde » qui ne nous est pas sensible).

## Biographie
Fils du maître de mathématiques et de physique Georges-Louis Le Sage (9.1.1676-5.2.1759), dit Le Sage de la Colombière, et d'Anne-Marie Camp, il consacra l'essentiel de sa vie à ses recherches théoriques et resta célibataire.
Élève des mathématiciens Gabriel Cramer et Jean-Louis Calandrini à l'Académie de Genève, il partit ensuite étudier la médecine à Bâle (1744-47), mais ne put exercer dans sa ville natale, n'était pas Bourgeois de Genève. Il vécut donc de cours de mathématiques et de physique, contribuant à former des savants comme Jean-André Deluc, Horace-Bénédict de Saussure, Jean Senebier, Simon-Antoine L'Huillier et surtout Pierre Prévost. Parmi ses élèves figurent également le mathématicien Pfleiderer, le physicien Charles Stanhope et le duc de La Rochefoucauld d'Enville.
En 1750, il adresse à l'Académie des Sciences de Paris un Essai sur les forces mortes, demeuré inédit. En 1758, son Essai de chimie mécanique est couronné par l'Académie de Rouen. C'est le point de départ d'une longue tentative pour expliquer, à l'aide de concepts mécanistes, les causes de la gravitation universelle, de l'affinité chimique et de la cohésion des corps, tentative qui s'inscrit dans la lignée des spéculations développées dès 1690 par Nicolas Fatio de Duillier, et qui seront poursuivies jusqu'au début du XIXe siècle par son disciple Pierre Prevost. Le caractère a priori, et finalement infructueux, de ces spéculations causales, fondées sur des notions telles que les "corpuscules ultramondains" n'a pas empêché Lesage de jouir d'une certaine réputation, alors même que l'essentiel de ses travaux est demeuré inédit. De ses nombreux manuscrits, son disciple Pierre Prevost a édité un opuscule Sur les causes finales (1805) et un Traité de physique mécanique (1818).
Lesage a donné l'article « inverse » à l’Encyclopédie de Diderot et D’Alembert[réf. souhaitée],, et sa théorie est mentionnée dans l'article « gravité ». Il était correspondant de l'Académie des Sciences de Paris (1761, comme correspondant de Lalande), associé étranger de l'Académie royale des sciences de Montpellier (1768), membre de la Royal Society de Londres (1775), correspondant de l’Académie des belles-lettres de Padoue et Sienne (1781), de l'Institut de Bologne (1782),  et de l'Institut National (1803), venu remplacer l'Académie des Sciences[réf. souhaitée].
Pour compenser sa faible mémoire, il rédigeait de nombreuses notes sur des cartes à jouer, dont la plupart sont conservées à la Bibliothèque de Genève.

## Œuvre

### Gravitation
Les premiers éléments de cette théorie de la gravitation, à laquelle Lesage a consacré l'essentiel de sa vie, avaient déjà été esquissés en 1690 par Nicolas Fatio de Duillier. Lesage lui-même s'y attaqua en 1748, après avoir vainement proposé cette question comme sujet de doctorat à son maître Gabriel Cramer. Une douzaine d'années plus tard, il en publie les principes de base dans son Essai de chimie mécanique (voir ci-dessous). 

### Théorie cinétique des gaz

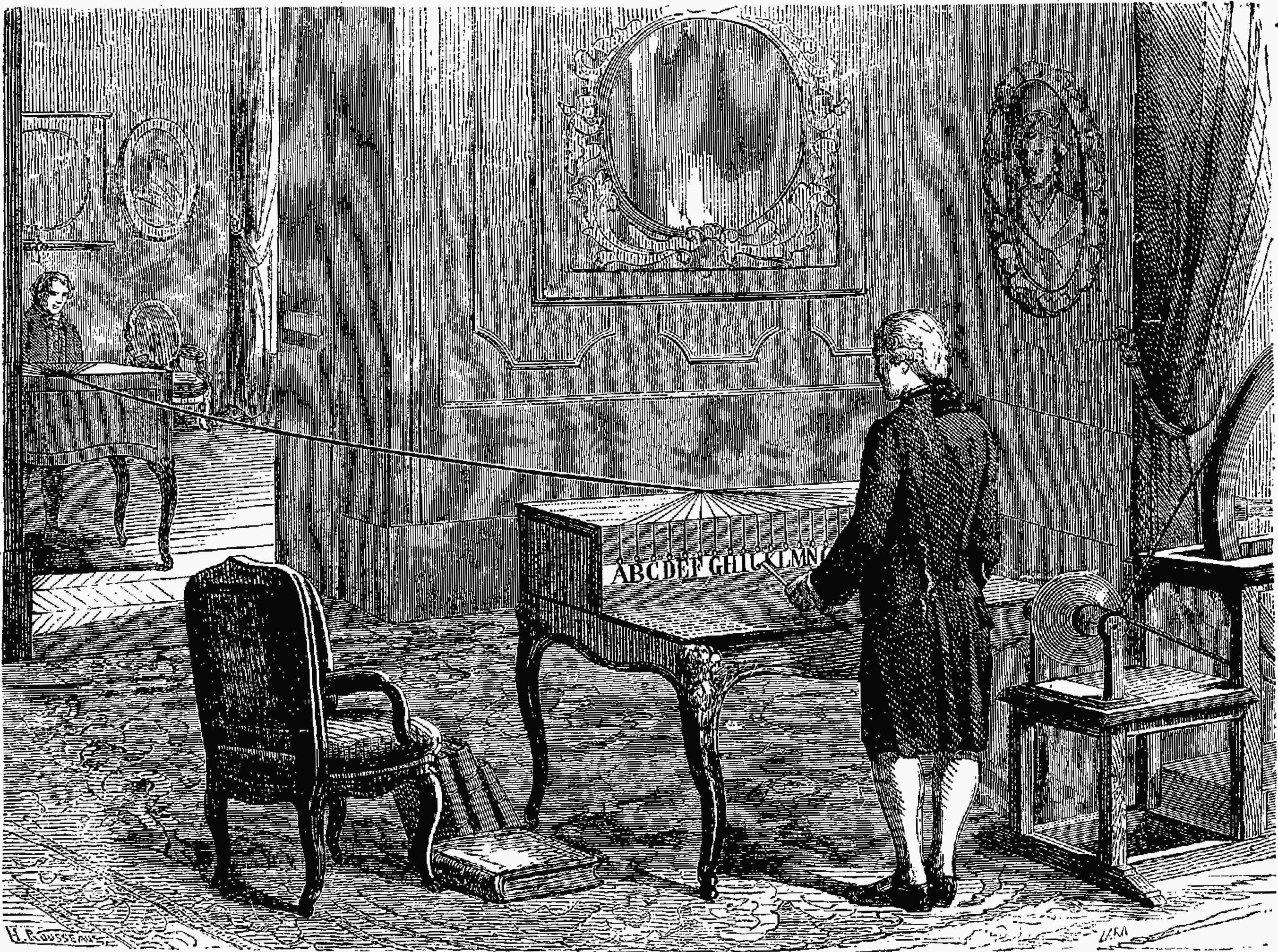
Télégraphe électrique imaginé par Lesage (1774).

Cette théorie a été préfigurée par Lesage dans son Essai de chimie mécanique (1761), couronné par l'Académie de Rouen, mais très peu diffusé. On y trouve notamment une représentation de sa théorie des corpuscules ultramondains, censés fournir l'énergie cinétique aux particules ordinaires des gaz, comme de toute autre matière. Selon cette théorie, la matière ordinaire est faite d'atomes poreux, que Lesage qualifie de "cages", contre lesquels viennent buter des corpuscules gravifiques ultramondains (appelés ainsi parce que leur origine se situe en dehors du monde physique ordinaire). C'est ainsi que s'expliquerait l'affinité chimique de la matière ordinaire : lorsque les atomes de matière sont proches, ils sont en quelque sorte poussés les uns vers les autres par les chocs des corpuscules ultramondains sur leurs faces non abritées.

### Télégraphe
Georges-Louis Le Sage construisit à Genève en 1774 le premier télégraphe électrique, constitué de vingt-quatre conducteurs qui aboutissaient à un électromètre constitué de 24 boules correspondant chacune à une lettre de l'alphabet. Une machine électrostatique mise en contact avec l'autre extrémité du fil déplaçait une des boules de l'électromètre.